# Biblia pauperum

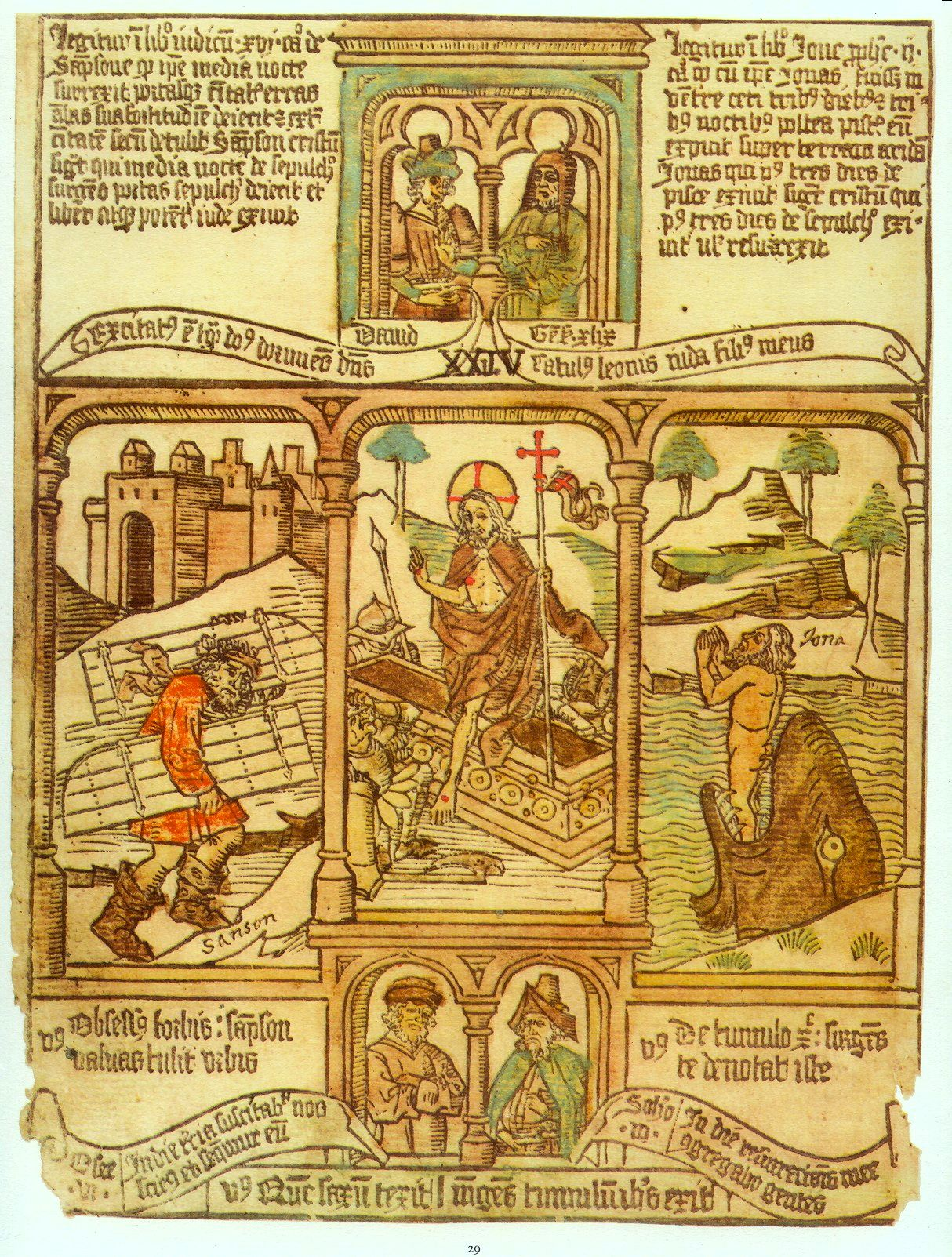
Page de la résurrection du Christ, de la bible des pauvres conservée à la Bnf.

La Biblia pauperum (expression latine signifiant Bible des pauvres) est un recueil manuscrit ou gravé sur bois (xylographié) d'images bibliques commentées, parfois en langue vernaculaire, populaire à la fin du Moyen Âge. Un tel recueil est composé en général de 40 à 50 feuilles. Chaque feuille est structurée de manière semblable ; elle illustre une scène de la vie du Christ tirée du Nouveau Testament, mise en relation avec deux épisodes de l'Ancien Testament. Elle contient de plus les images de quatre prophètes qui commentent la scène par des paroles qui leur sont attachées par des banderoles. 
Ces bibles s'adressent à un public de clercs. Par leur structure claire et uniforme, les images édifiantes doivent faciliter aux prêtres la préparation de leurs sermons. Le terme de « pauvres » n'est utilisé que tardivement et renvoie probablement aux « pauvres selon les béatitudes » (les pauperes spiritu) plutôt qu'aux « économiquement pauvres », car son coût (comme celui de tout livre) restait relativement élevé.  
Une bible des pauvres se distingue d'une bible moralisée par sa taille, sa forme et son public : elle est beaucoup plus courte, et centrée sur l'image plutôt que sur le texte, alors que la bible moralisée, par son raffinement et son coût, s'adresse à la haute aristocratie.

## Structure

### Structure d'une page
Chaque page d'une bible des pauvres est composée de 9 parties, sept images et deux textes : 
- Au centre de chaque page se trouve un dessin représentant un événement important du Nouveau Testament, le plus souvent tiré de la vie du Christ.
- À gauche et à droite se trouvent deux autres vignettes (parfois plus petites) de scènes de l'ancien Testament préfigurant l’événement central ou ayant un lien spirituel ou théologique (selon la typologie biblique) avec lui.
- Enfin on trouve, au-dessus ou en dessous, ou aussi aux quatre coins de l'image d"un prophète ou d'un autre personnage biblique. Chacun d'eux prononce une phrase, correspondant à une prophétie ou un commentaire : les paroles prononcées sont écrites sur des banderoles partant de la bouche des personnages clés.
- Ces sept images sont complétés par deux textes brefs supplémentaires soutiennent l’image.

Le lien entre les deux scènes de l'ancien Testament et la scène centrale est subtil, parfois sinueux. De plus, des deux  scènes, l'un est choisie ante legem, avant la promulgation des lois au mont Sinaï, et l'autre post legem. 
La conception du Nouveau Testament comme la réalisation des indications et prophéties de l'Ancien Testament, pour lesquelles il existe de nombreux renvois également dans l'Ancien Testament, est le principe de la typologie biblique ; il est bien plus ancien que les bibles des pauvres. Le principe est déjà énoncé par saint Augustin dans la phrase « novum testamentum in vetere latet, vetus in novo patet » (le Nouveau Testament est caché dans l'Ancien, l'Ancien est révélé dans le Nouveau). Cet enseignement a été repris dans l'art, et des cycles typologiques se retrouvent déjà dans l'art chrétien primitif. Au haut Moyen Âge, un nouvel épanouissement se constate dans presque tous les domaines de l'art et de l'artisanat : on trouve par exemple des cycles dans les vitraux de la cathédrale de Canterbury. Par conséquent, les thèmes présentés dans une bible des pauvres  sont déjà familiers et le système pictural et éducatif qui les décrit existe depuis longtemps. L'originalité est la présentation sous forme d'un recueil petit, homogène, et facile à lire et à transporter.

### Un exemple: une feuille de la bible de la Bnf
Par exemple, une des feuilles d'une bible des pauvres conservée à la Bnf est centrée sur la résurrection du Christ. Elle montre à gauche Samson détruisant et emportant les portes de Gaza qui le tenaient enfermées, et à droite Jonas régurgité par le monstre marin et qui revit. 
La mise au tombeau et la résurrection du Christ sont mises en correspondance avec la baleine qui régurgite Jonas, attestée dans la Bible : « Car Jonas est resté dans le ventre du monstre marin trois jours et trois nuits ; de même le Fils de l'homme restera au cœur de la terre trois jours et trois nuits  » . De fait, Jonas nommait le ventre de la Baleine Shéol, la terre des morts. 

### Un autre exemple: laGolden Bible

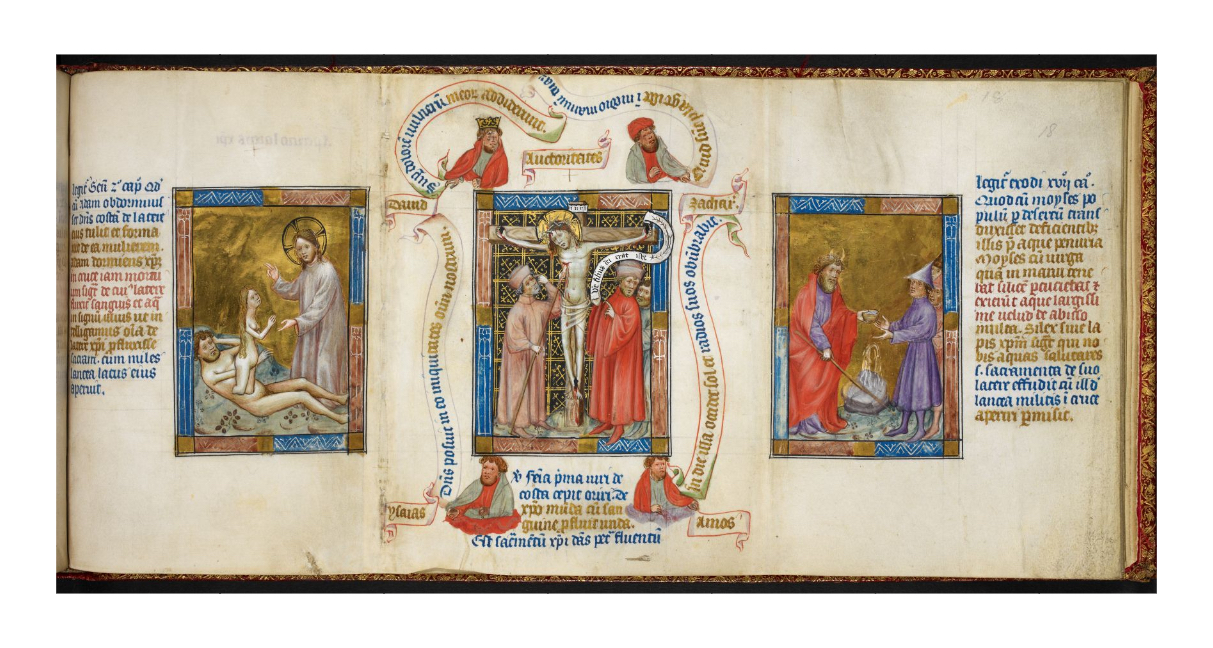
Golden Bible. King MS 5 folio 18r

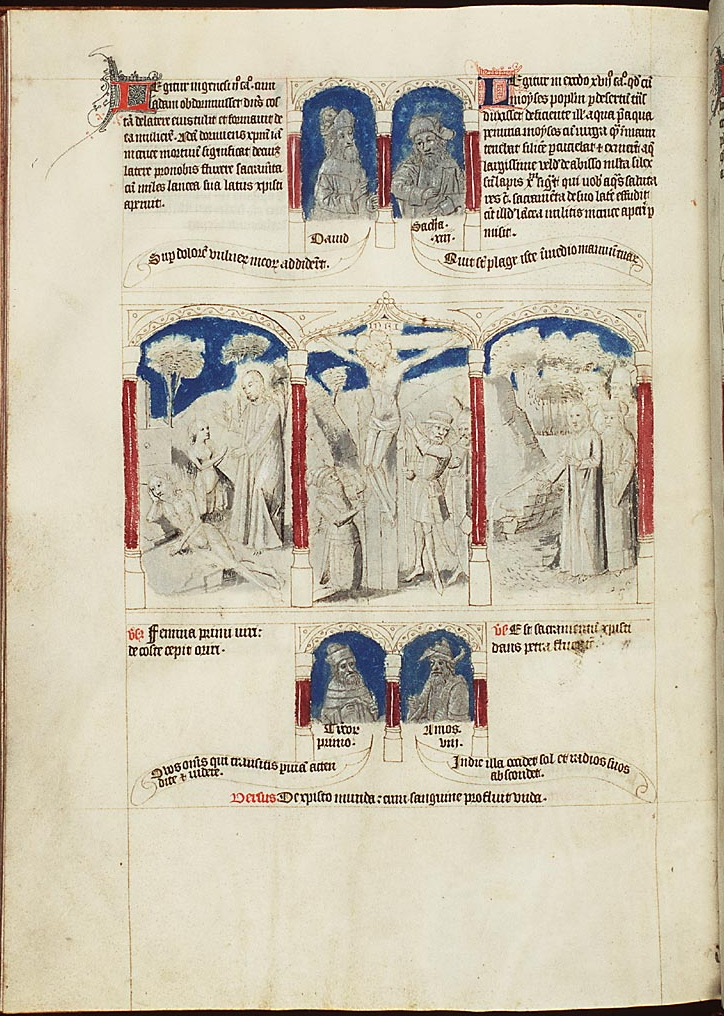
Miniature de la Biblia pauperum : la crucifixion au centre avec la création d'Ève à droite et Moïse frappant le rocher dans le désert

Le manuscrit enluminé du quinzième siècle aussi connu sous le nom de Golden Bible se trouve dans la British Library. Il contient 31 feuilles de parchemin très larges 175 × 385 mm pages, illustrées et expliquées par des versets bibliques. Comme sur les autres bibles des pauvres, les images centrales représentent un événement du Nouveau Testament, accompagnées par deux images de l'Ancien Testament, légèrement plus petites, qui préfigurent l'élément central, selon les croyances typologiques des théologiens médiévaux. 
Dans le folio 18r, l'image du centre contient la scène où le centurion Longin transperce le flanc de Jésus sur la croix. Ante legem, y est associée à gauche la représentation de la création d'Ève, fruit de la côte d'Adam. Post legem, Moïse frappe un rocher avec son bâton, et de ces coups la pierre rend l’eau pour abreuver le peuple. Les coups donnant une eau vivifiante sont ainsi mis en parallèle avec la Passion du Christ.

### Autres types de bibles
La Biblia pauperum est très différente d'une bible moralisée. La différence essentielle est que la bible moralisée est un manuscrit lourd, très raffiné et coûteux. Les plus grandes bibles peuvent contenir jusqu'à 5000 miniatures. D'ailleurs, il n'en existe qu'un dizaine d'exemplaires. Les bibles des pauvres au contraire, avec leurs 30 à 40, au plus 50 feuilles, d'abord manuscrites, plus tard souvent imprimées à partir de planches de bois, sont simples, courtes, donc relativement peu coûteuses,  et peuvent être tirées en de nombreux exemplaires.
En revanche, Biblia pauperum se rapproche du Speculum humanae salvationis (miroir du salut humain). Cette œuvre est axée sur la vie du Christ dans la vision de la chute de l'Homme et  de sa rédemption. L'histoire précédant l'arrivée du Christ n'est qu'une préfiguration de la vie du sauveur. Chaque fait de la vie du Christ se retrouve annoncé dans un ou plusieurs épisodes décrits dans l'Ancien Testament ou dans l'histoire païenne. Chaque thème ou chapitre contient quatre parties  : une scène de la vie du Christ et trois histoires qui la préfigurent. Ce livre a connu une diffusion considérable; il était plus répandu que la bible des pauvres.
La Biblia picta de Velislav est un manuscrit enluminé datant 1325-1349, composé de quelque 750 images et de peu de texte, formant une sorte de « bande dessinée » de la bible. Un seul exemplaire existe, et l’aspect typologique est absent.

## Analyse d'une page de labible de Pfister
On constate que pour un même exemple typologique, le plus marquant sont différences graphiques des manuscrits, la singularité du dessin et la mise en page. Un bon exemple est fourni par la scène de la Nativité dans deux Bibles, la Bible de Pfister et celle de la Bnf.

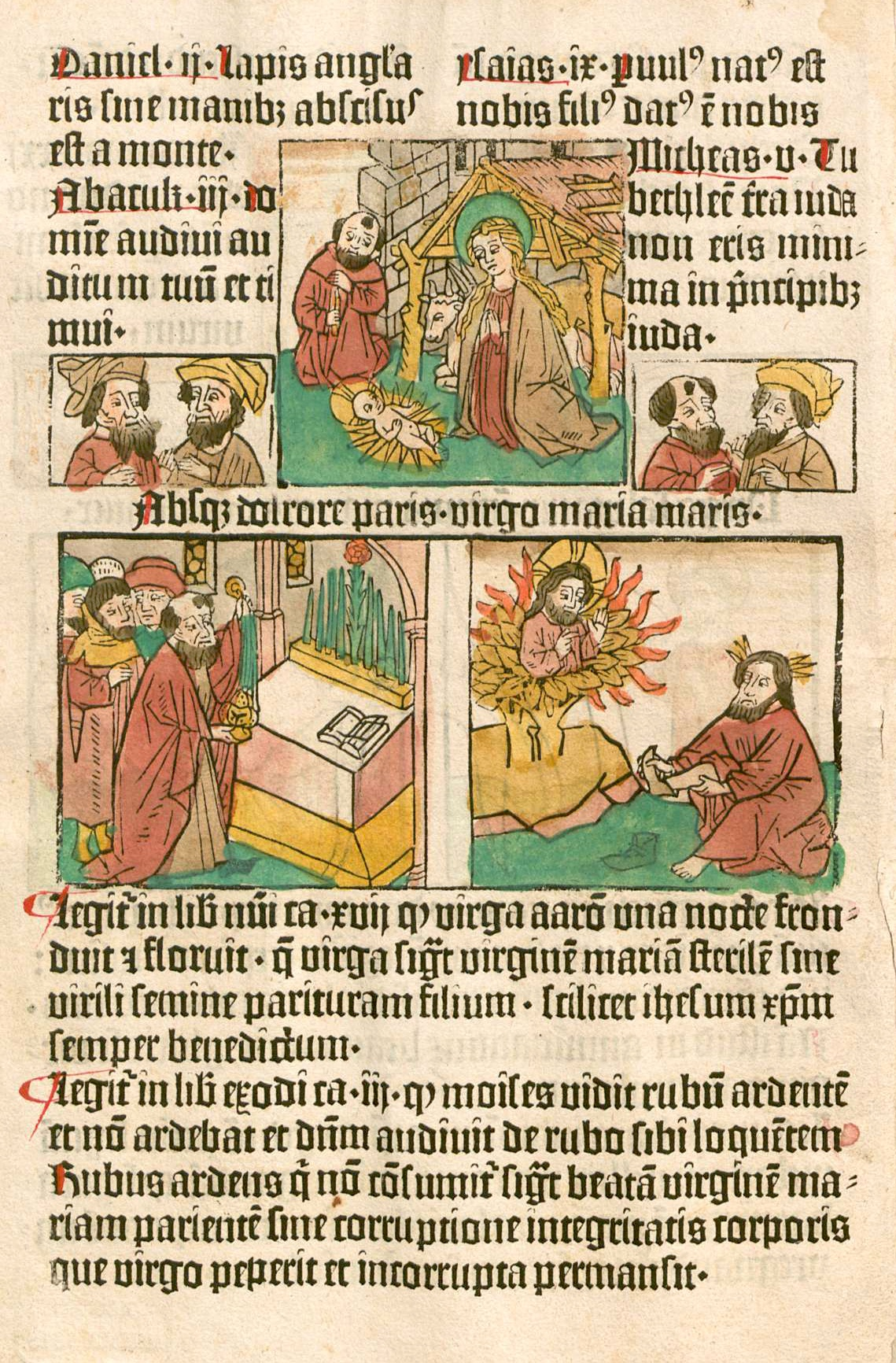
Bible de Pfister, Nativité.

La Bible de Pfister est composée en écriture gothique, en textura plus précisément. Les initiales se démarquent au sein du texte par leur taille légèrement plus importante et la couleur d’encre rouge ; elles structurent le texte en paragraphes et permettent de distinguer les différents versets.

### Illustrations

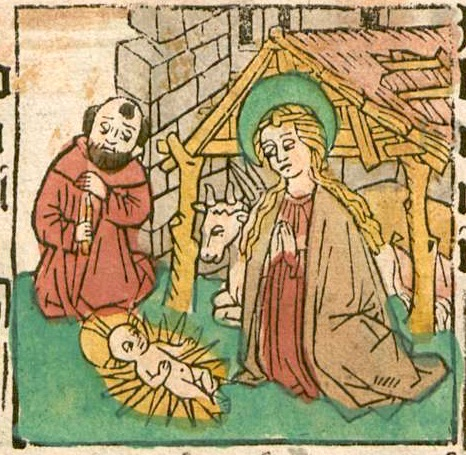
Nativité

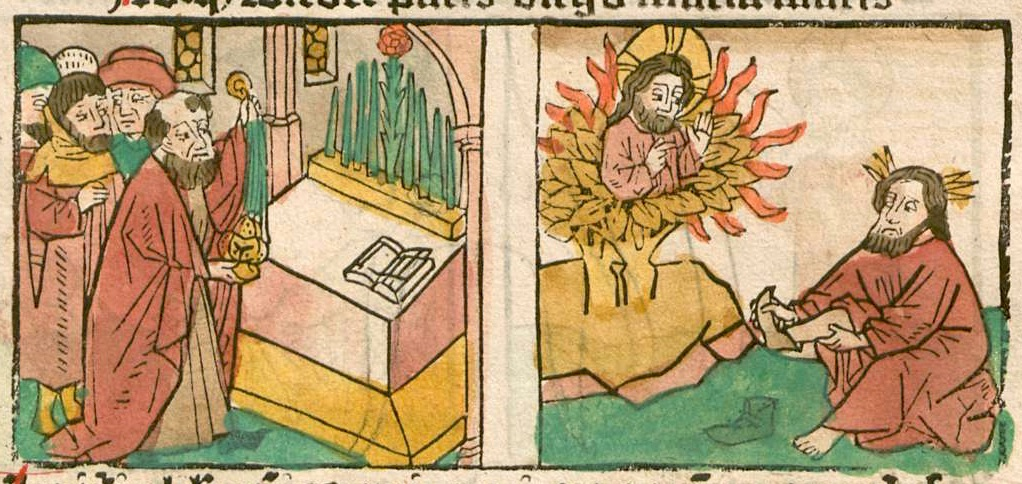
Aaron et Moise

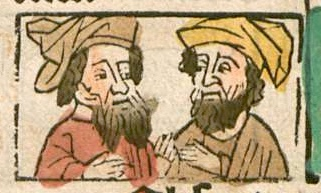
Daniel et Habacuc

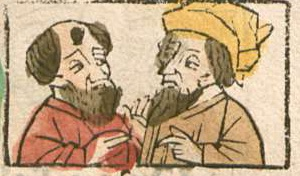
Ésaie et Michée

Trois illustrations sont plus grandes : celle du milieu qui introduit le thème de la Nativité, avec la présence de Marie, son nouveau-né Jésus, ainsi que Joseph le Juste. En dessous, l'image de gauche représente Aaron, le premier grand prêtre du peuple d'Israël. Il brûle du parfum pour Dieu. Dieu fait bourgeonner le bâton d'Aaron qu l'on peut apercevoir dans le dessin. L'image de droite montre Moïse, le premier prophète d'Israël.  Moïse vit l'expérience du buisson en feu. Ces images, mises ainsi en relation montrent l’avènement de trois personnages bibliques pour lesquels Dieu s'est manifesté de différentes manières, faisant ainsi d'eux des élus, des guides pour le peuple.
Deux cases aux côtés de l'image centrale représentent les  prophètes Daniel et Habacuc à droite, Isaïe et Michée à gauche.

### Textes du haut
La partie supérieure de la page est constituée de versets prophétiques, groupés en quatre paragraphes et deux colonnes, ités des textes des prophètes Daniel et Habacuc à droite, Isaïe et Michée à gauche. Les textes sont les prédictions des quatre différents prophètes, dans l'ordre de leur apparition dans la Bible (Ancien Testament, post legem). 
En haut à gauche, on lit : Daniel . II . lapis anglaris sine manibus abscisus est a monte (« Une pierre se détacha de la montagne sans le secours d'aucune main »). Daniel, à l'aide de l'image de la pierre se détachant de la montagne et envahissant toute la terre, prédit la venue d'« un royaume qui ne sera jamais détruit (...) et subsistera éternellement » . Cela prophétiserait ainsi l’avènement du Royaume de Dieu, ainsi « éternel » par la promesse du Christ.
Sur la même colonne de gauche, on lit : Abaculi . III . domine audivi auditionem tuam et timui (« Éternel, j'ai entendu ce que tu as annoncé »). L'annonce de Dieu révèle par la suite la seconde venue du Christ lors de la fin des temps.
Dans la deuxième colonne, il est écrit : Esaias . IX . parvulus enim natus est nobis filius datus est nobis (« Car un enfant nous est né, un fils nous est donné »). En effet, le prophète Ésaïe prédit la venue d'un enfant, descendant de David. 
La dernière prophétie est de Michée: Michaeas . V . Terra Juda non eris minima in principes (« Et toi, Bethléhem, petite entre les milliers de Juda »), la suite  est « de toi sortira pour moi celui qui dominera sur Israël ». Il prophétise ainsi la venue d'un sauveur du peuple qui descendrait de David, et naîtrait à Bethléem.
Cette seconde lecture se concentre ainsi sur Jésus-Christ, sa naissance dans le monde, ses accomplissements en adéquation avec les différentes prophéties ainsi que sa seconde venue dans le monde.

### Textes du bas
Le texte en bas de page se focalise sur la Vierge Marie elle-même, par certains éléments de l'immaculée conception, mise en analogie avec des symboles présents dans les représentations de Moïse et Aaron.
Legitur in libro Numeri XVII capitule, quod virga Aaron una nocte frondivit et floruit (« Le bâton d'Aaron avait fleuri, il y avait poussé des bourgeons, produit des fleurs ») ; cette citation de verset est suivie de son interprétation théologique : que virga figurabat virginem Mariam sterilem sine virili semine parituram filium scilicet Jesum Christum, semper benedictum (« Le bâton représente la Vierge Marie, stérile sans la semence d'un homme, qui enfantera un fils, à savoir Jésus Christ, toujours béni). 
Legitur in libro Exodi III capitulo, quod Moyses vidit rubum ardentem et non ardebat, et dominum audivit de rubo sibi loquentem. Rubus ardens, qui non consumptur, significat beatam virginem Mariam parientem sine corruptione integritatis corporis, quod virgo peperit et incorrupta permansit} « Dans le livre de l'Exode, chapitre 3, Moïse aperçu un buisson d'épines d'où sortaient des flammes sans qu'il ne se consume, il entendit le Seigneur l'appeler de ce buisson. Ce buisson d'épines, qui brûle sans se consumer, désigne la bienheureuse Vierge Marie qui a donné naissance sans avoir été touchée et corrompue sur son corps, car elle a donné naissance vierge, est restée pure »)
Par deux fois est ainsi démontrée la pureté de Marie, par ces images fortes de l'Ancien Testament. 

### Comparaison avec la bible en 50 feuillets de la BnF

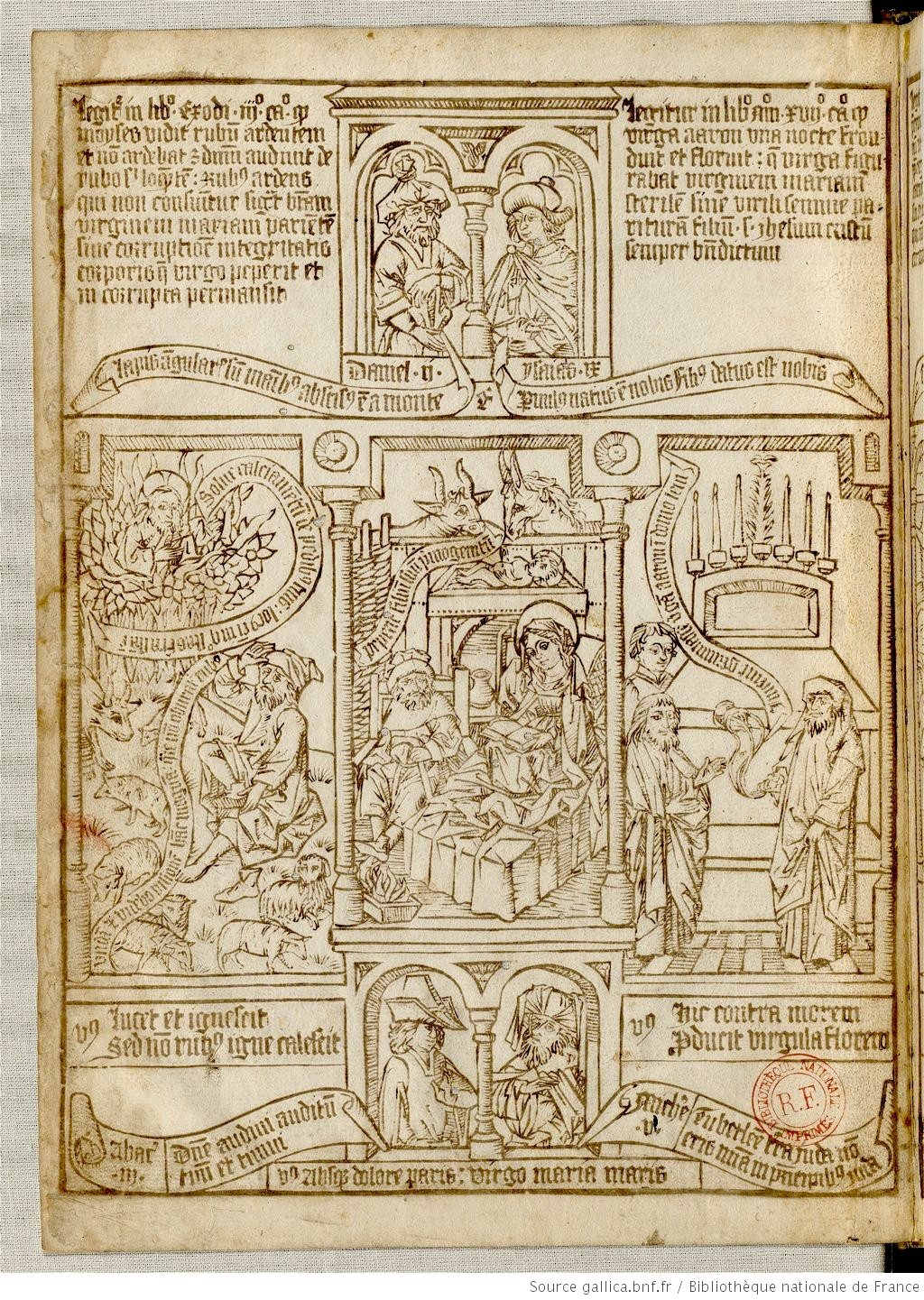
Biblia pauperum de la BnF.

La Biblia Pauperum en 50 feuillets de la BnF procède de la même manière avec les mêmes versets, mais ils ne sont pas dans le même ordre de mise en page : 
- Les prophètes Daniel et Esaïe sont en haut de page, centrés, avec leur illustration, des phylactères sortent de leur bouche, comme s'ils nous parlaient directement. Cela rend la lecture des prophéties plus abordables.

- À droite et à gauche des prophètes se trouvent les interprétations du miracle de l'immaculée conception qui s'appuient sur les symboles du buisson en feu qui ne brûle pas et du bâton bourgeonnant.

- Au milieu se trouvent les principales illustrations, donc de gauche à droite la vocation de Moïse, la Nativité, et la manifestation de l'élection divine d'Aaron, c'est-à-dire, comme évoqué ci-dessus, l'appel de trois guides majeurs d'Israël par Dieu.

- En bas de page on retrouve les paroles des prophètes Michée et Habacuc.

On peut ainsi constater que les mêmes typologies se retrouvent dans les différentes Biblia Pauperum, cependant la mise en page est très diversifiée, témoignage de la singularité graphique de chaque moine copiste l'ayant créée.

## Origine et évolution
Les bibles des pauvres, par leur forme codifiée et par leur sélection de thèmes, sont probablement l'œuvre d'un érudit unique,. L'origine est peut-être à chercher en Bavière, dans le dernier quart du XIVe siècle. On ne connaît pas de manuscrit qui pourrait être considéré comme la version originale, les premiers manuscrits datent des années 1300. Gerhard Schmidt affirme que ce premier manuscrit a dû être créé vers 1250, plutôt dans un monastère près de Salzbourg, par un moine bénédictin. La première bible aurait eu 34 groupes typologiques, commençant au verso de la première feuille, avec deux scènes par page, de sorte que d'un coup d’œil on pouvait voir quatre groupes.
Les bibles des pauvres sont habituellement classées en trois familles suivant leurs origines et leurs programmes iconographiques. La plus ancienne de ces familles est dite autrichienne (dès 1300 – 1310). Par leur structure, elles prennent la défense de la position de la papauté dans un conflit scolastique complexe. La deuxième est appelée la famille de Weimar; elle commence vers 1340 et doit son nom au plus caractéristique des manuscrits, trouvé à Weimar,  mais dont la source remonte au sud de l'Allemagne, proche des Franciscains, et qui connote une ouverture sur les laïcs invitant à une imitation du Christ. La troisième, dit la famille bavaroise, de la seconde moitié du XIVe siècle vise à l'initiation d'une vie mystique. Toutes ces bibles ont leur origine dans la sphère germanique. De nombreux manuscrits sont en langue vernaculaire ou sont bilingues latin et vernaculaire. Il existe une bible sous forme d'un rouleau dans la bibliothèque du Sérail. Ce rouleau, de parchemin, a plus de 11 mètres de long sur 27 cm de large. Il comporte 38 groupes typologiques juxtaposés dans des cadres architecturaux. Il n'y a pas de texte complémentaire. C'est probablement une copie venant de l'Italie du Nord et datant environ de 1450, d'une bible un peu plus ancienne de l'Allemagne du Sud, et probablement destinée au sultan Mehmed II.
Les Biblia pauperum du XIVe siècle sont des manuscrits enluminés, en général peints à la main sur vélin. À partir du XVe siècle des gravures sur bois leur succèdent. Images et textes sont gravés sur un seul bloc de bois par page.   
La première édition utilisant des caractères d’imprimerie mobiles est sortie des presses d’Albert Pfister, à Bamberg en 1462. Comme tout livre manuscrit enluminé, les premières Biblia pauperum sont coûteuses. Avec les éditions imprimées (d’abord par gravures sur bois, et ensuite par la technique de caractères mobiles), leur prix devient abordable, du moins pour les curés qui les utilisent alors comme supports  pédagogiques. Comme pour les manuscrits, il ne semble toutefois pas exister de version originale pour les éditions imprimées. Les plus anciennes éditions ont 40 scènes, et la représentation spatiale est reprise des manuscrits. Un groupe important, avec textes en latin, peut être localisé, par leur style et leur impression, comme produit aux Pays-Bas. Deux éditions avec texte en allemand portent les noms de leurs auteurs et sont datées de 1470 et 1471.
Dans certaines éditions imprimées, la conception originale de l'image et du texte a été modifiée. Dans la seconde moitié du XVe siècle, ces livres étaient très populaires. Cependant, avec l'amélioration des méthodes d'impression, il devint possible de publier tout le texte de la Bible, enrichie d'illustrations, de sorte que la Biblia pauperum tomba en désuétude jusqu'à sa disparition.

## Patrimoine
Les Biblia pauperum ont été populaires en Allemagne, dans les Pays-Bas et en France. Quelque quatre-vingt manuscrits (XIVe siècle) et éditions imprimées (XVe siècle), plus ou moins complètes, sont conservées et se trouvent dans différents musées ou bibliothèques. Ensemble, elles offrent 65 scènes du Nouveau Testament, avec texte en latin ou en langue vernaculaire. La grande diffusion des bibles des pauvres a eu une influence considérable sur l'ensemble des l’activité artistique qui déborde largement la région initiale de l'Allemagne et des Pays-Bas. Émile Mâle considère qu'avec le Speculum humanae salvationis, la Biblia pauperum est une des ressources première de l'art chrétien de la fin du Moyen Âge.

## Textes numérisés
Plusieurs exemplaires de la Biblia pauperum sont numérisés.
- La Bibliothèque nationale de France (Bnf) possède une Biblia pauperum datée de 1480-1485 composée de 50 feuillets imprimées d'un seul côté à partir de bois correspondant à une seule page, signets par feuillet A-Z, τ, 9, a-z, τ, 9. Le signet est au milieu, juste au-dessus de la vignette principale. Elle est d'origine hollandaise.
- La Bibliothèque palatine, maintenant bibliothèque de l’université de Heidelberg possède plusieurs manuscrits numérisés:
  - un exemplaire (code cpg59) daté de 1518 et peut-être d'origine suisse.
  - une très belle Biblia pauperum (code cpg148) numérisée, avec calendrier et beaucoup de texte. Un riche manuscrit relié, provenant d'Eichstätt, daté de 1430-1450.
  - un autre exemplaire (code cpg438) qui fait partie d'un manuscrit plus important, provenant du centre-est de l'Allemagne, daté vers 1455-1458 et précédé d'un Heidelberger Bilderkatechismus
- La Bibliothèque numérique mondiale contient une Biblia pauperum, la « Bible de Pfister ». C'est la première édition d'une Biblia pauperum à associer des gravures sur bois à du texte imprimé avec des caractères mobiles. Réalisée en 1462 à Bamberg, dans l'atelier d'imprimerie d'Albrecht Pfister (1420-1470 environ), un des premiers imprimeurs à publier des ouvrages illustrés avec des gravures sur bois.
- La Bayerische Staatsbibliothek (bibliothèque d'État de Bavière) possède plusieurs éditions numérisés d'une bible des pauvres xylographiques, avec textes allemands :
  - une bible de Hans Sporer (code Xyl. 25), imprimée à Nuremberg, due à Hans Sporer et datée de 1472,
  - un autre  exemplaire non coloré (code Xyl. 26)
  - une troisième (code Xyl. 8) aussi colorée.
  - une autre encore (code Xyl. 21), non colorée de Nördlingen, due à Friedrich Walther et Hans Hurning, de 1470.
- La Herzog August Bibliothek de Wolfenbüttel possède, dans sa Wolfenbütteler Digitale Bibliothek (WDB), une  version numérisée d'une bible de vingt feuilles, fabriquée en Autriche et datée de 1340-50. C'est donc un des exemplaires anciens. Elle a la particularité de présenter deux scènes par feuille.
- La British Library possède une très belle bible des pauvres (Cote Kings MS 5). C'est un manuscrit, daté d'environ 1405, le texte est en latin; il a été peint par le Maître des Heures de  Margaret de Clèves. Il est composé de 31 feuilles de parchemin très larges 175 × 385 mm , comprenant chacune les trois miniatures, et les quatre prophètes, richement décorées. Unique exemplaire connu de ce format, et qui est peint plutôt que dessiné. Un autre exemplaire, xylographe de 40 feuillets, a fait l'objet d'un des premiers fac-similés, réalisé en 1859 et disponible à l'adresse https://www.digitale-sammlungen.de/en/view/bsb11164668?q=%28bergeau+biblia+pauperum%29&page=,1

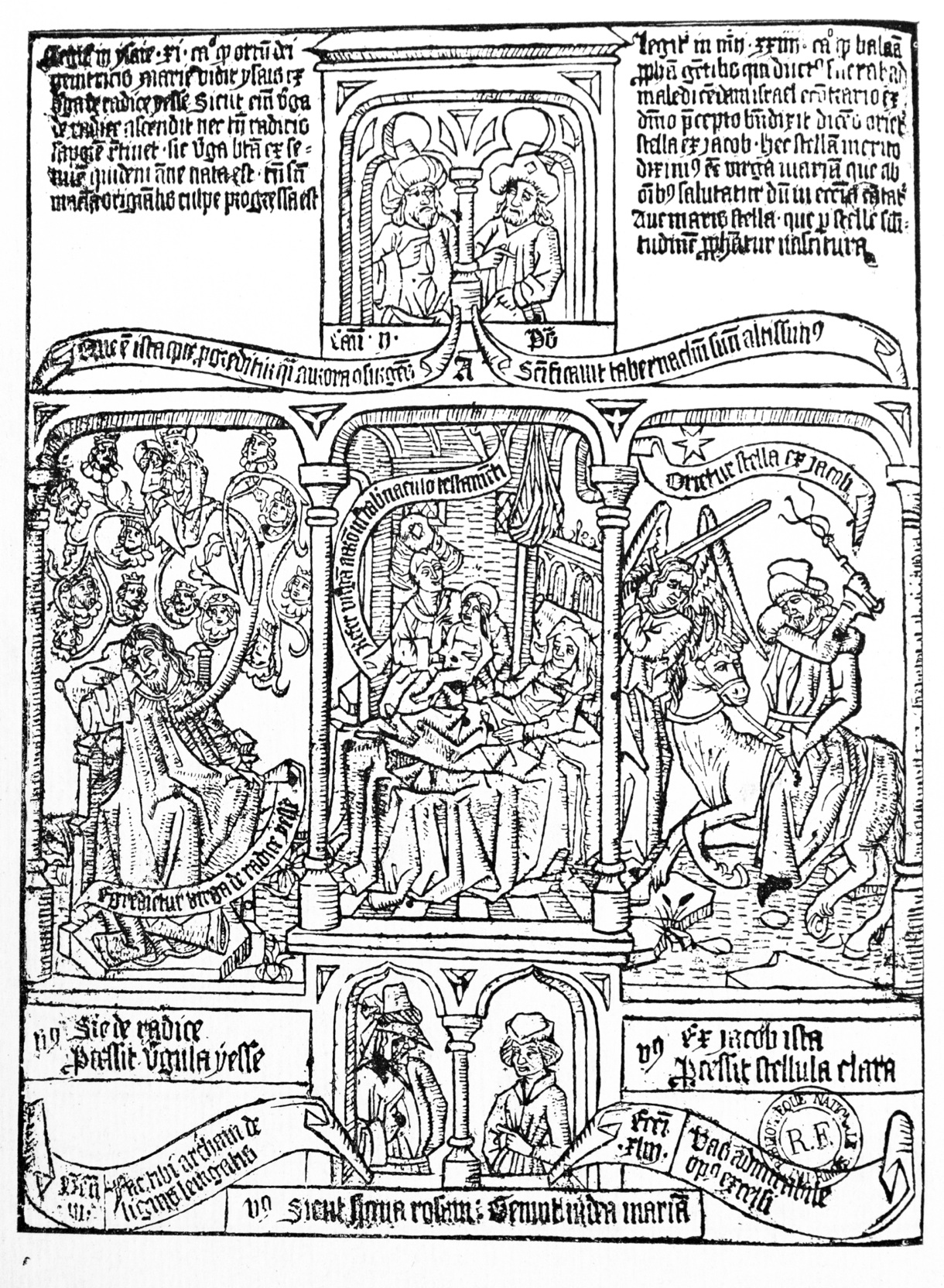
Bible de la Bnf
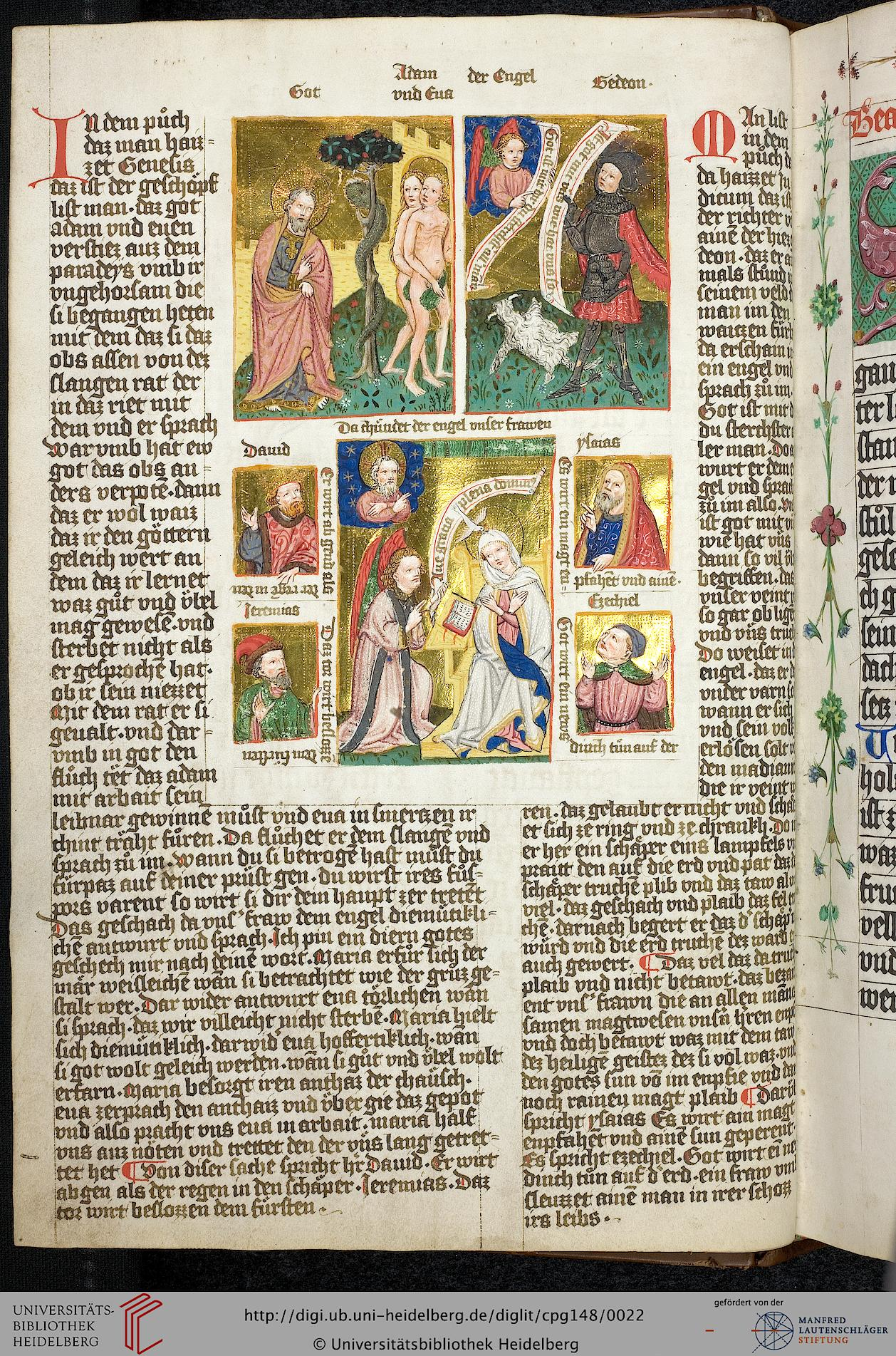
Bible enrichie de Heidelberg
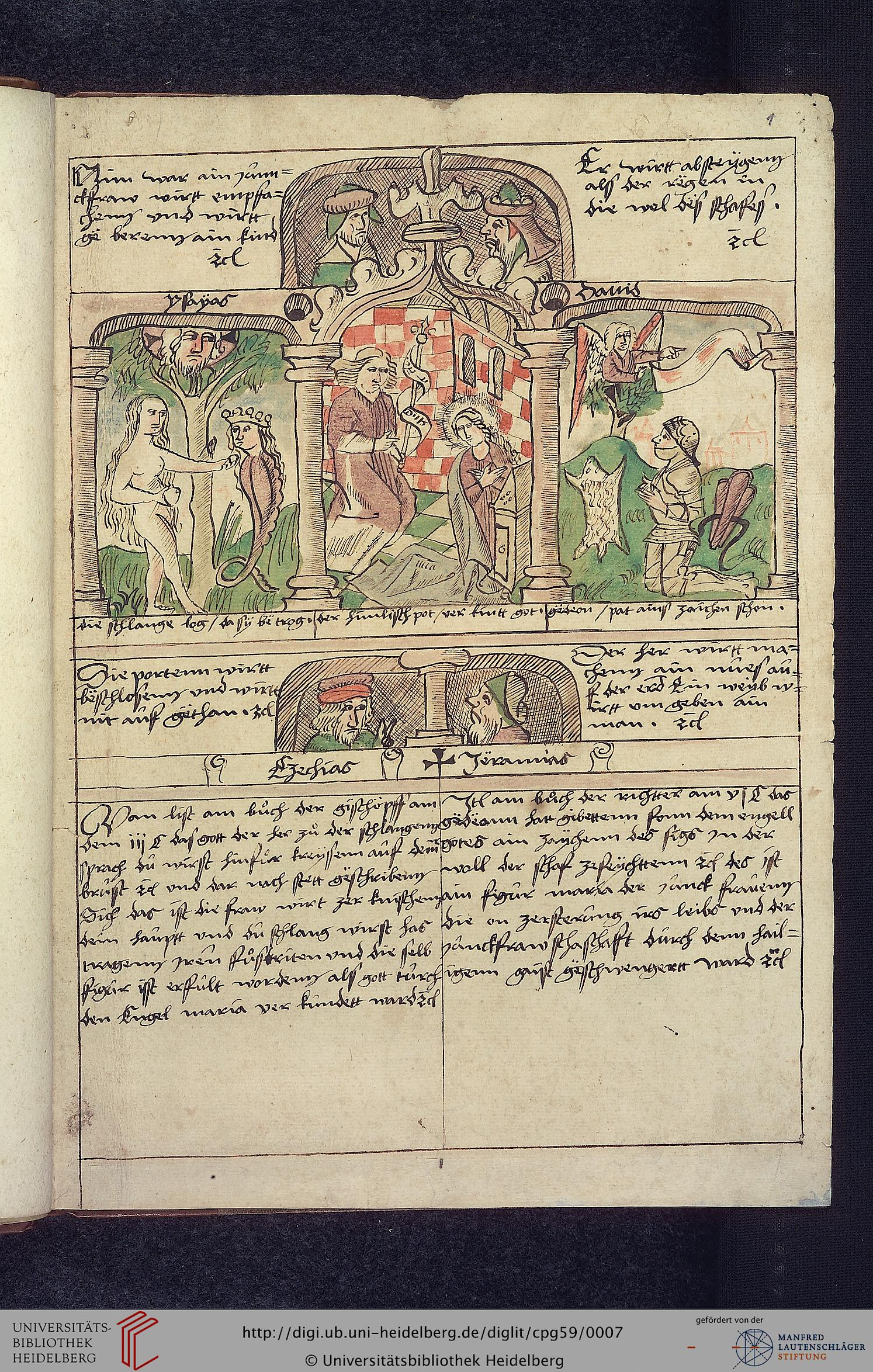
Bible de Heidelberg
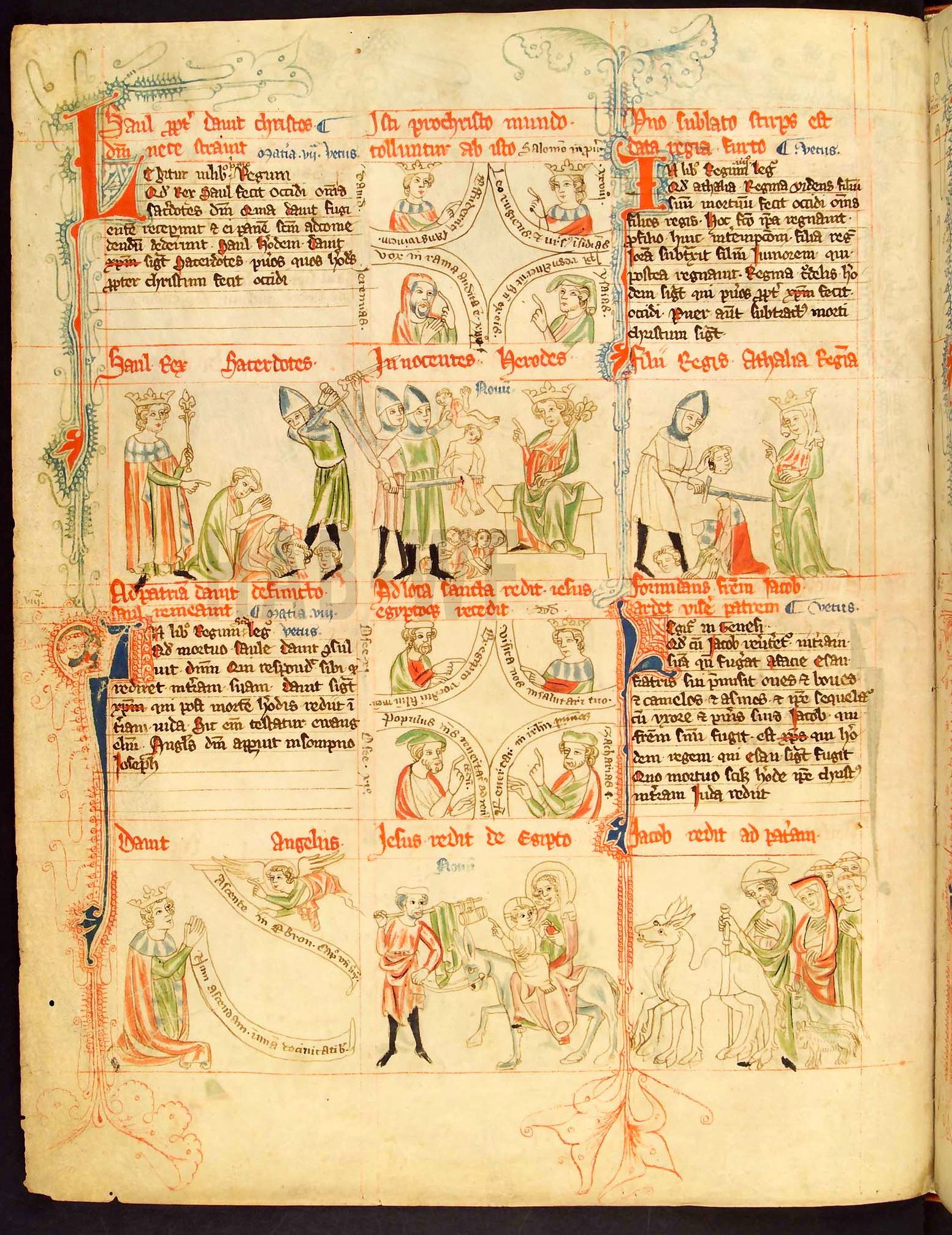
Bible de Wolfenbüttel

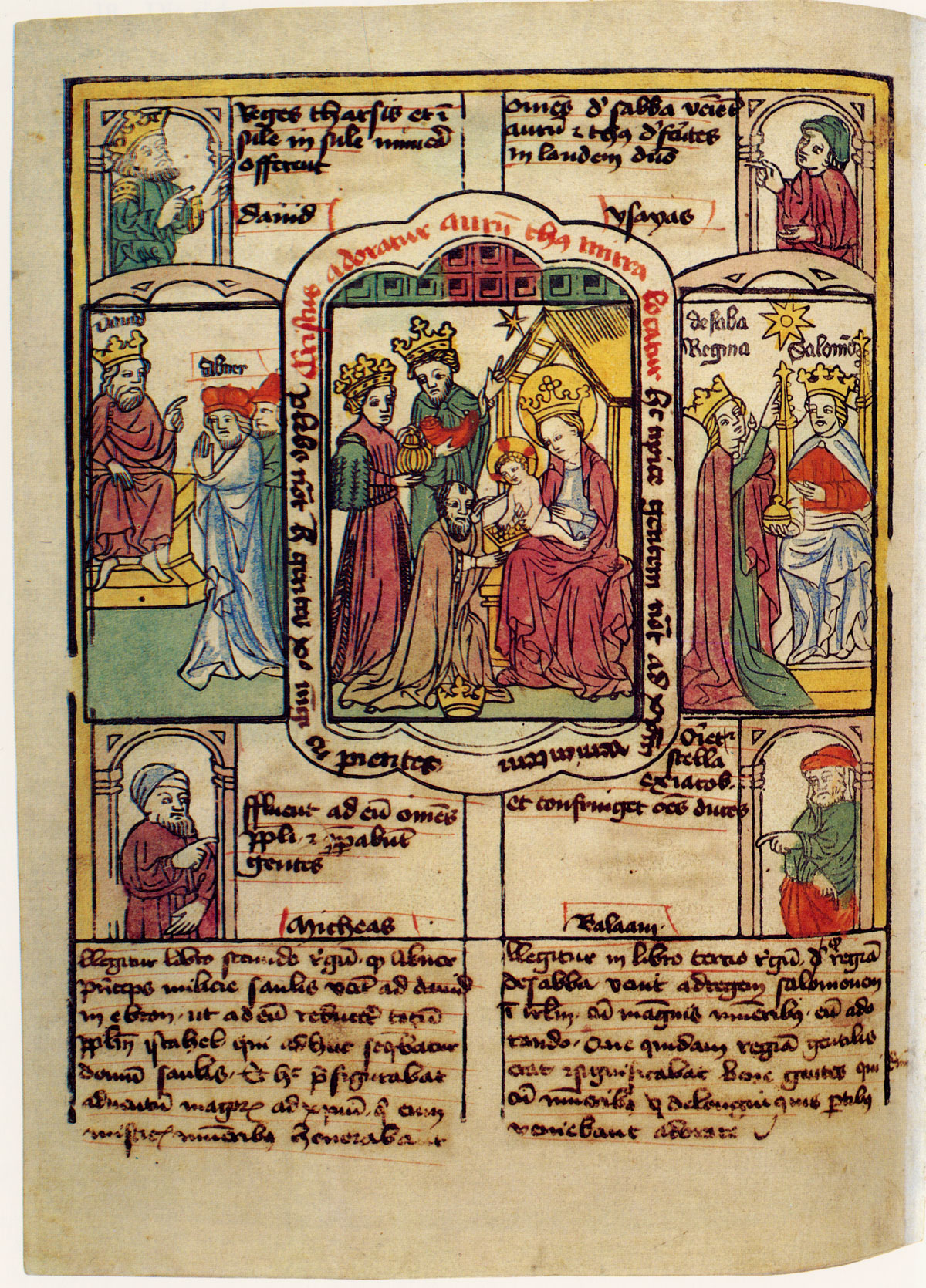
Bible du Bilderkatechismus
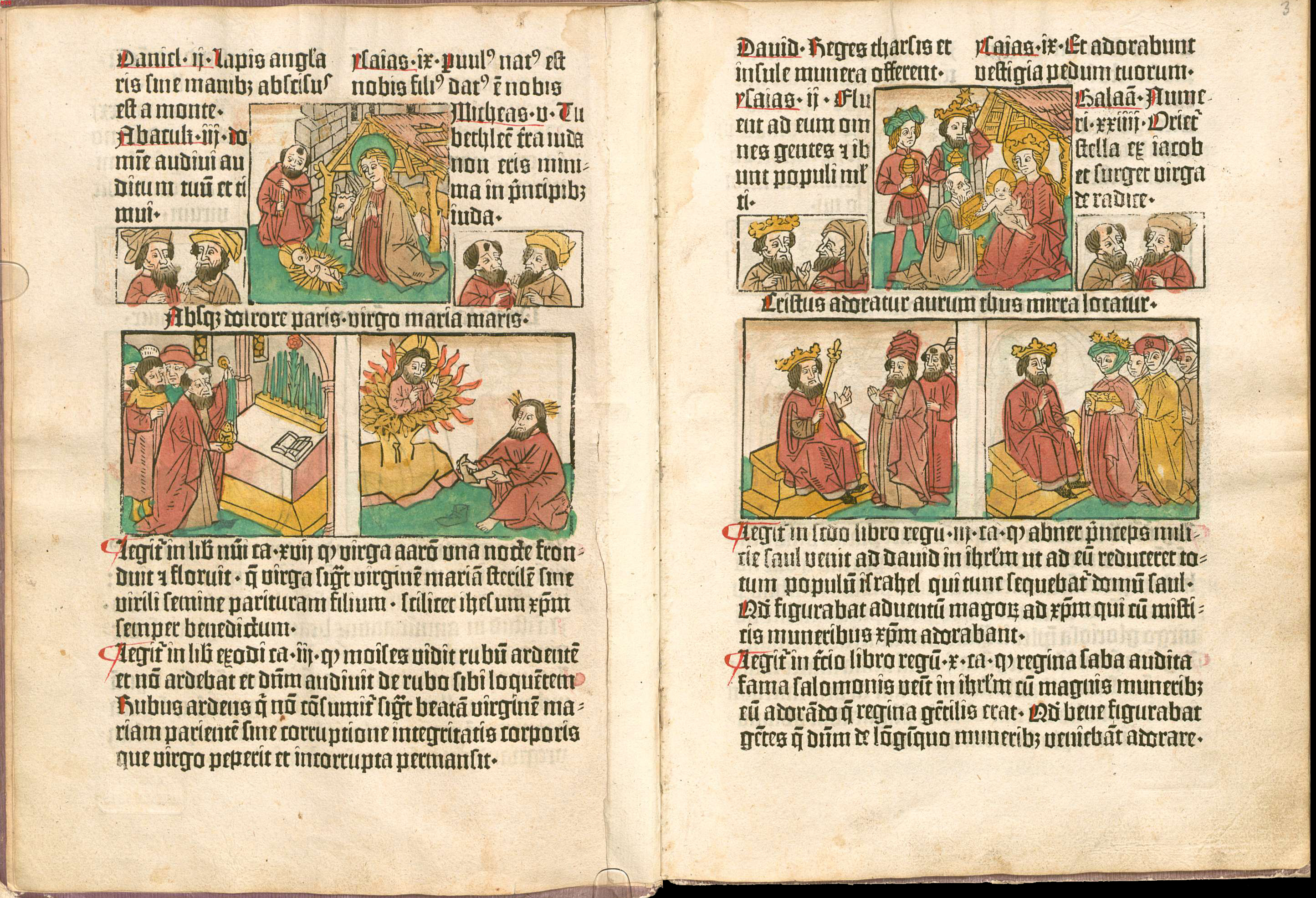
Bible de Pfister
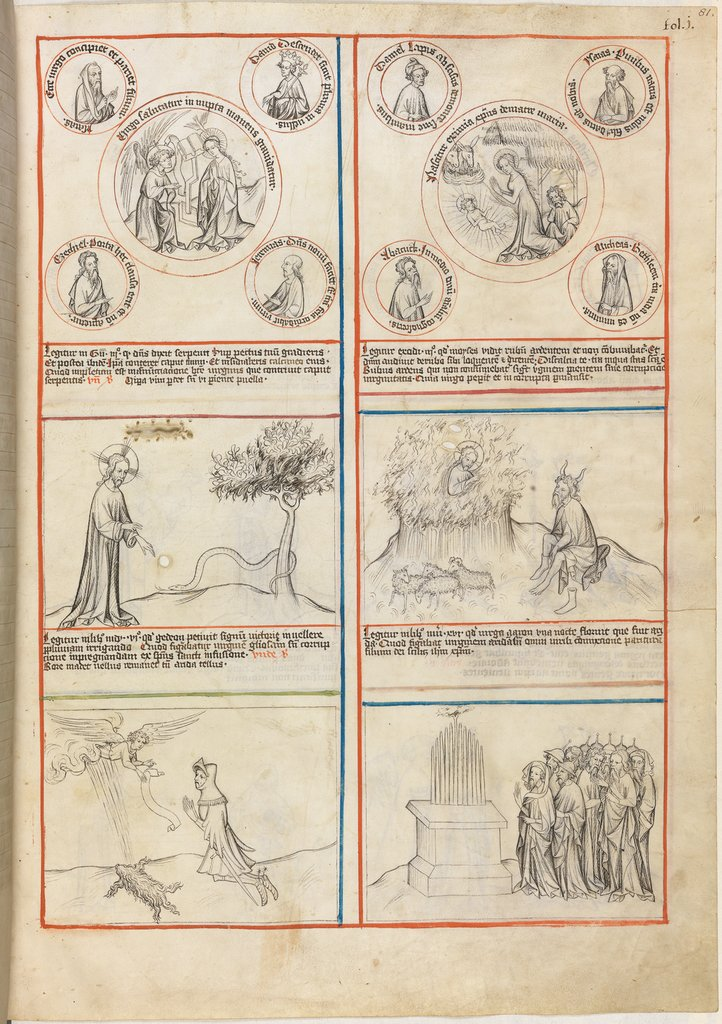
Bible de Metten, feuille 165

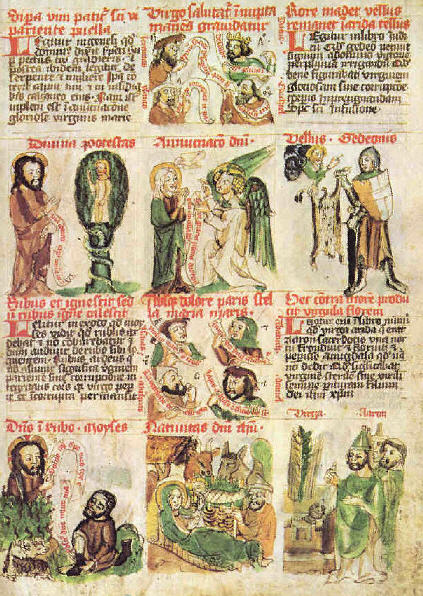
Bible de Salzbourg
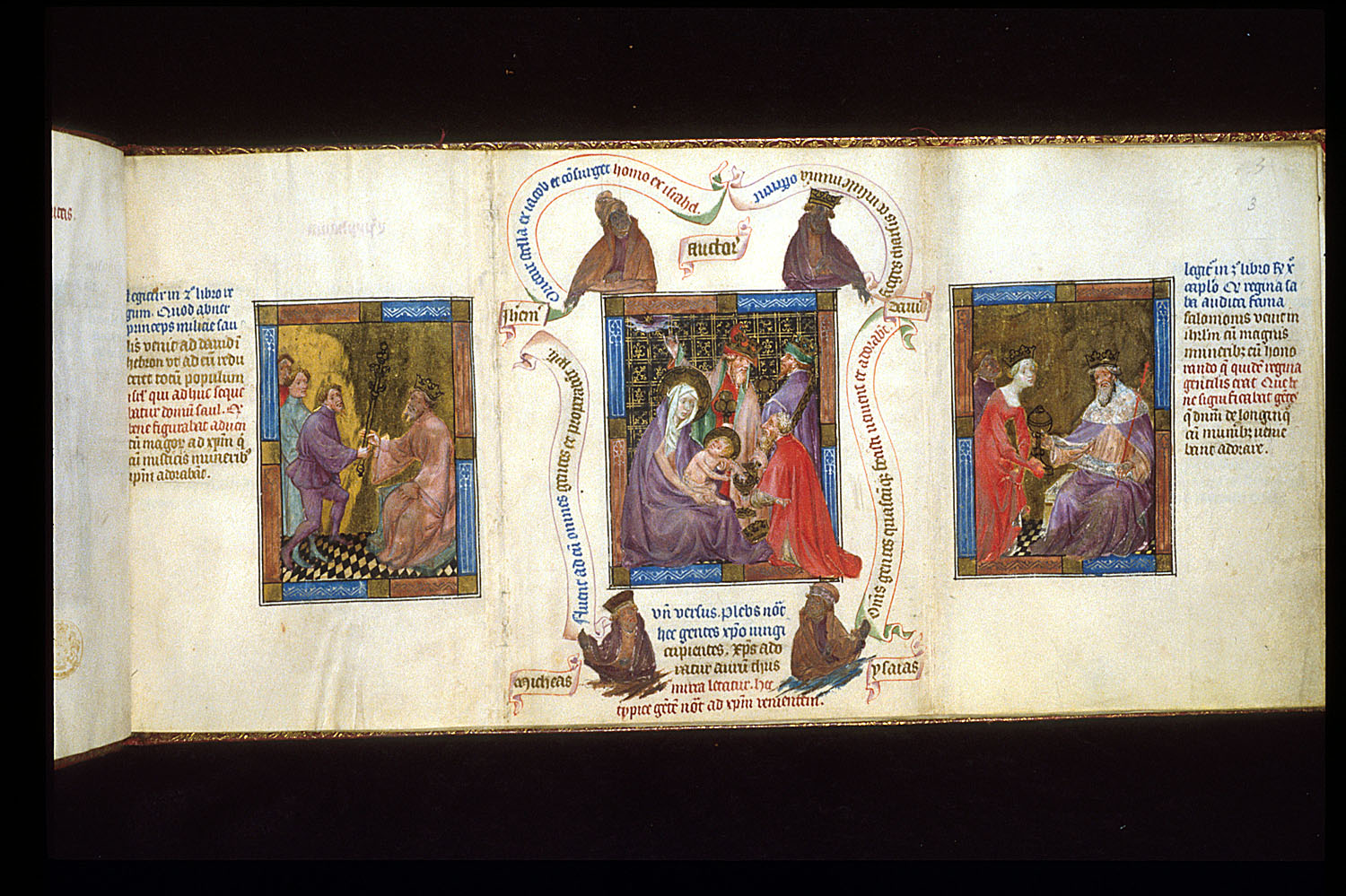
Bible de la British Library

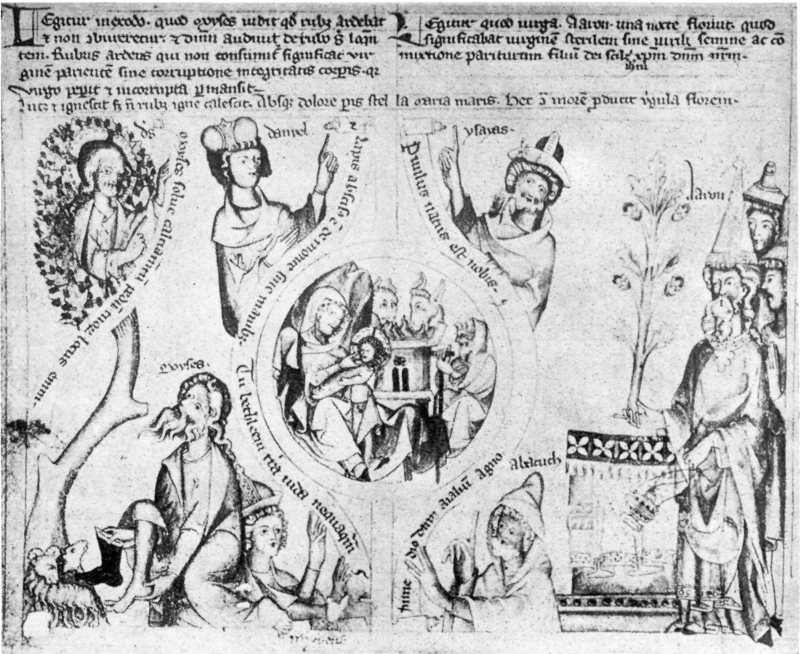
Bible dite de Vienne

## Autre

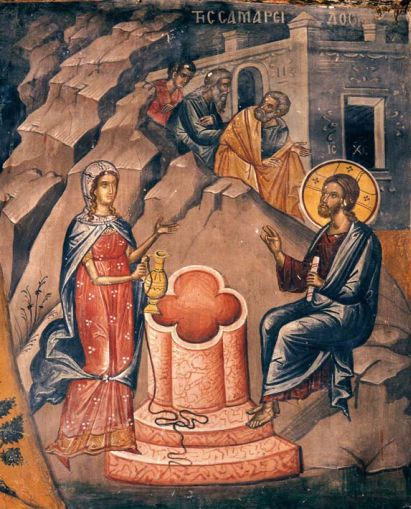
Exemple d'une fresque narrant la vie de Jésus, ici l'épisode de la rencontre avec la Samaritaine

L'expression "Biblia Pauperum" est également utilisée pour décrire l'iconographie d'une église. Par exemple quand les peintures et les fresques sont nombreuses et organisées en une série chronologique pour illustrer les épisodes de l'histoire de Jésus, ou d'autres saints, ou un épisode particulier de la Bible. Elles servaient ainsi à instruire le peuple sur l'histoire biblique